# Parantica melanoleuca
Parantica melanoleuca är en fjärilsart som beskrevs av Moore 1877. Parantica melanoleuca ingår i släktet Parantica och familjen praktfjärilar. Inga underarter finns listade i Catalogue of Life.